# Eric Wessberg
Eric Wessberg, född 6 oktober 1781, död 15 september 1857 i Maria Magdalena församling, Stockholm, var en svensk instrumentmakare och tillverkade klavikord och hammarklaver.

## Biografi
Wessberg var lärling hos snickaråldermannen Fredric Iwersens änka mellan 1801 och 1805 och efter det blev han gesäll. Han var sedan  gesäll hos Pehr Lindholm mellan 1801 och 5 juli 1812 och senare hos Johan Ewerhardt den yngre, 6 juli 1812–10 september 1812. Mellan 1813 och 1814 var han gesäll hos Henric Johan Söderström. År 1814 fick han privilegium att tillverka hammarklaver och klavikord i Stockholm. Han grundade sin verkstad i Katarina församling men flyttade den 1821 till kvarteret Saturnus 1 i Maria Magdalena församling. 1823 upphörde han med tillverkningen och flyttade till Pehr Lindholms fastighet på Skaraborgsgatan som då ägdes av hans dotter Sophia och Carl Jacob Nordqvist och arbetade med att tillverka instrument där. 25 oktober 1830 sa han upp sitt burskap och avvecklade verkstaden. Han bodde efter detta kvar i Maria Magdalena församling till 20 oktober 1849 då han, nedbruten av gikt och oförmögen att ta hand om sig, flyttade till Borgerskapets gubbhus och dog där 15 september 1857 i Maria Magdalena församling i Stockholm.

## Klavikord
Hans klavikord har stora likheter med Pehr Lindholms.
- 1815 - Klavikord.
- 1815 - Klavikord.
- 1821 - Klavikord.
- 1817 - Klavikord.

### Produktion
| År   | Produkt/Arbete | Summa          |
| ---- | -------------- | -------------- |
| 1819 | Instrument.    | 600 riksdaler. |
| 1820 | Instrument.    | 600 riksdaler. |
| 1821 | Instrument.    | 600 riksdaler. |
| 1822 | Instrument.    | 600 riksdaler. |
| 1823 | Instrument.    | 200 riksdaler. |

## Medarbetare och gesäller
- Fredric Wilhelm Forsberg var instrumentmakaregesäll mellan 1821 och 1823 hos Wessberg.